# Grand Theft Auto Online
Grand Theft Auto Online (comúnmente abreviado como GTA Online) es un videojuego de acción-aventura de mundo abierto multijugador en línea desarrollado por Rockstar North y distribuido por Rockstar Games. Se lanzó el 1 de octubre de 2013 para PlayStation 3 y Xbox 360, el 18 de noviembre de 2014 para PlayStation 4 y Xbox One, el 14 de abril de 2015 para Windows y el 15 de marzo de 2022 para PlayStation 5 y Xbox Series X/S. El juego es el componente en línea de Grand Theft Auto V. Ambientado en el estado ficticio de San Andreas (basado en el sur de California,), Grand Theft Auto Online permite que hasta 30 jugadores exploren su entorno de mundo abierto y participen en modos de juego cooperativos o competitivos.
El diseño de mundo abierto permite a los jugadores deambular libremente San Andreas, que incluye un campo abierto y la ciudad ficticia de Los Santos (basada en Los Ángeles). Los jugadores controlan a un protagonista silencioso personalizable en su viaje para convertirse en un poderoso criminal, construyendo lentamente un imperio a medida que completan tareas cada vez más difíciles. Establecer ambos meses antes y años después de la campaña para un solo jugador, Grand Theft Auto Online comprende misiones cooperativas en las que varios jugadores completan tareas para avanzar en la narrativa. El juego también presenta numerosas misiones y eventos paralelos, incluidos los "Heists" más avanzados, y varios negocios que los jugadores pueden comprar y gestionar para generar ingresos.
Desarrollado en conjunto con el modo de un solo jugador, Grand Theft Auto Online fue concebido como una experiencia separada para jugar en un mundo en continua evolución. En el lanzamiento, sufrió problemas técnicos generalizados que resultaron en la incapacidad de jugar misiones y la pérdida de datos de personajes. Inicialmente polarizó a los críticos, siendo criticados por su falta de dirección y misiones repetitivas, con elogios particularmente dirigidos al alcance y al juego abierto. Ganó divididos elogios de fin de año, que van desde la mayor decepción hasta el mejor multijugador, de varias publicaciones de juegos. El juego recibe actualizaciones gratuitas frecuentes que amplían aún más los modos y el contenido del juego, lo que ha mejorado la recepción crítica. La actualización de Heists de 2015 fue especialmente bien recibida por los críticos.

## Descripción

### Jugabilidad
Grand Theft Auto Online posee muy variadas opciones de juego. Los jugadores ascienden de nivel gracias a los RP (del inglés Reputation Points, que traducido al español significa Puntos de Reputación). Los RP se consiguen realizando actividades, al tener éxito en carreras o actividades de ese estilo o pertenecer al equipo ganador se obtiene una mayor cifra de puntos de reputación, igual se obtienen puntos con la realización de actos de menor importancia (como eludir a la policía) o ataques a la banda y asesinatos de otros jugadores. Cuando los jugadores llegan a un nivel lo suficientemente alto, pueden llamar para hacer ataques aéreos o conseguir helicópteros de apoyo de Merryweather, junto con otras bonificaciones para poner en marcha un otro modo de juego de carreras, o el jugador simplemente tiene que entrar en un área específica para activar el inicio de la misión. Los jugadores también pueden practicar sus habilidades de tiro en un Ammu-Nation, o puede luchar con otros jugadores para mejorar la fuerza. Durante ciertos modos de juego, las apuestas se pueden colocar en los jugadores, las apuestas también pueden ser canceladas por pocas de ellas. También existe el modo creador donde pueden crearse distintas actividades (Partidas a Muerte, Carreras, Capturas con sus derivados, Último Equipo en Pie, entre otros) y si tienes la oportunidad, ser verificado por Rockstar.

### Economía
El sistema monetario aceptado en el mundo de Grand Theft Auto Online es el Dólar Grand Theft Auto, cuya abreviación común es GTA$. Este puede ser utilizado para realizar cualquier transacción comercial dentro del juego. Cada jugador posee una cuenta bancaria, la cual puede administrar mediante www.maze-bank.com. El jugador puede depositar GTA$ en cualquier cajero automático que encuentre, o también en su teléfono celular, previniendo la pérdida de dinero en caso de ser eliminado o arrestado. Cada vez que el jugador sea eliminado perderá 500 GTA$. Mientras que si lo tiene en una cuenta bancaria perderá $150. El jugador también puede comprar dólares GTA con dinero real, y este será depositado en su cuenta bancaria virtual, usando las llamadas tarjetas tiburón que pueden ser Tigre, ballena, toro, gran tiburón blanco o tarjeta tiburón rojo, dependiendo de la clase de tarjeta es la cantidad de GTA$ que serán transferidos a la cuenta bancaria del jugador.

### Personaje
El personaje del jugador puede ser modificado y adaptado mucho más de lo que se podía en el multijugador de Grand Theft Auto IV, ahora, el jugador puede comprar ropa, hacerse tatuajes, cortes de cabello, comprar vehículos, propiedades, varios tipos de transporte (botes, helicópteros, vehículos militares, etc.) y más. También, si el jugador tiene la Edición Coleccionista de Grand Theft Auto V, pueden elegir ser otros personajes adicionales creados en otros juegos de Rockstar. En la edición Coleccionista se permite usar a Niko Bellic como padre, protagonista de GTA IV. Estará también disponible usar a Claude Speed, y a Misty, ambos personajes del Grand Theft Auto III como padres biológicos. Si el jugador posee una cuenta de Rockstar Games Social Club, entonces John Marston, el protagonista de otro juego creado por Rockstar, Red Dead Redemption, estará disponible como padre. Los jugadores pueden elegir cómo se verá su personaje, más parecido a su madre o a su padre. todo esto tendrá un impacto en el aspecto del personaje creado.
En la versión de PlayStation 4, Xbox One y Windows se permite editar tu personaje de una manera más detallada, brindando la opción de personalizar el personaje de manera detallada, desde tonos de piel y marcas de la misma. Los personajes creados en las versiones de PlayStation 3 y Xbox 360 ya no pueden transferir su progreso desde marzo del 2017.
Técnicamente, el personaje de GTA Online no es mudo, ya que los jugadores pueden hablar por medio de un micrófono y este imitara el movimiento de la boca.
Desde el 6 de marzo de 2017, ya no se encuentra disponible la opción de transferir personajes y progresos de PlayStation 3 y Xbox 360 a PlayStation 4, Xbox One y Windows (se desconoce el motivo de porqué Rockstar toma esa decisión, aunque se cree que fue debido a que la mayoría de jugadores que transferían sus progresos eran cuentas hackeadas con niveles falsos, cantidades extremadamente exageradas de dinero, etc.)

#### Tutorial
La historia se centra unos meses o años después de la historia transcurrida en Grand Theft Auto V. Nuestro personaje llegará a Los Santos, San Andreas después de haber hablado con Lamar Davis por medio de Lifeinvader. Algunas cosas son diferentes dependiendo del género de nuestro personaje (los personajes masculinos son criticados por Lamar por ser muy bajos mientras que para los femeninos Lamar intentará conquistarla). Después de un recorrido por algunos sitios de la ciudad Lamar nos avisa de que hay una carrera que se llevará a cabo en West Eclipse Boulevard en la cual debemos participar. Después de terminada la carrera Gerald, un amigo de Lamar, nos contacta para que destruyamos un intercambio de drogas entre Los Vagos y los Ballas, robamos la droga y se la damos a él.
Después de terminar el encargo volveremos a Modo Libre, en donde Lamar nos encargará robar una tienda (puede ser con o sin ayuda de otro personaje) y cambiarnos de ropa. Una vez terminado esto, Simeon Yetarian nos hará una llamada en la cual dice que Lamar nos ha recomendado para distintos encargos que él tiene y, además, nos regalará un vehículo cualquiera el cual podremos modificar en Los Santos Customs. Una vez hecho, Gerald nos avisará de que debemos demostrar lo que valemos si queremos seguir trabajando con él, por lo que nos encargará entrar a una partida de Último Equipo en Pie.
Una vez terminada, podremos continuar el juego a nuestro gusto.

#### El ascenso de Lamar Davis (PS4/XB1/PC)
Una vez hayamos subido a Nivel 5, Lamar nos contactará para que le ayudemos a subir en el mundo criminal de South Los Santos haciendo encargos para él, el lugar de reunión para llevar a cabo sus planes es en Benny's Original Motor Works. Cuando nos reunamos con él, nos daremos cuenta que su plan es crear una guerra de pandillas entre Los Vagos y Los Ballas, por lo que contactaremos a cuatro jugadores más para llevar esto a cabo. Dos jugadores se vestirán de Ballas y mataran a algunos Vagos; dos jugadores se vestirán de Vagos y mataran a algunos Ballas. Después de haber hecho esto, nos daremos cuenta de que estos se están reuniendo en el Aeropuerto Internacional de Los Santos, en donde están charlando a la vez que tienen Lowriders. Por lo que esto interfiere con el plan de Lamar y debemos asesinarlos.
Un tiempo después, Lamar nos avisa que algo ha ocurrido y que debemos de vernos con él en el puerto de Del Perro Beach. Cuando lleguemos con otro jugador nos contará que ha robado dos Lowriders que debemos vender en Cypress Flats para hacer las paces con un OG de los Families, Vernon. Pero la policía se ha dado cuenta de los dos Lowriders por lo que debemos llegar sin ser detectados. Una vez lleguemos, seremos emboscados por los Ballas, quienes se dieron cuenta del trato y han asesinado a los compradores de los Lowriders. Lamar queda enfurecido con los protagonistas y se va del lugar.
Lamar nos contactará de nuevo un tiempo después para avisarnos que Gerald fue arrestado por la LSPD y será extraditado. Por lo que debemos interceptar el camión del NOOSE que retiene a Gerald y ayudarlo a escapar. Gerald está furioso con Lamar por lo del trato y que cuando lo vea "pondrá los hidráulicos de su Lowrider encima de Lamar".
Después de salvar a Gerald, seremos contactados por Lamar en Yellow Jack Inn, un bar cerca de Sandy Shores en Blaine County, nos dirá que un miembro importante de los Vagos fue asesinado, por lo que es una gran oportunidad para robar las drogas que estos llevan en sus vehículos, después de haber asesinado a cada Vago nos reuniremos con Lamar al norte de Sandy Shores.
Unos días después, Lamar nos contactará de nuevo para informarnos de que los Ballas se están reuniendo en un lote de La Mesa, y ellos tienen un vehículo lowrider (un Chino) de alta prioridad para los Families, por lo que debemos robarlo sin que estos sean alertados y destruir otro lowrider. Una vez hecho, debemos entregarlo en West Vinewood.
De nuevo, Lamar nos contacta para entregar dos Lowriders de los Vagos que se están reuniendo en La Mesa y llevarlos al apartamento de Gerald. Este no está muy contento con Lamar por lo que está haciendo.
Para hacer que Los Vagos y Ballas sepan que los Families están tras ellos, Lamar contactará a los jugadores de nuevo para que suban a una Moonbeam Personalizaada y asesinen a varios miembros de bandas enemigas y destruir la misma Moonbeam en Del Perro.
Después de todo lo que ha pasado, Vernon se empieza a cansar de Lamar por querer creerse mejor que todos los OGs de South Central, por lo que cuando nos reunamos con el Benny's Original Motor Works este estará discutiendo con Vernon sobre el problema de los Lowriders que intentaba vender. Por lo que en un intento de poner contento a Vernon, Lamar nos encargará robar dos vehículos lowriders y entregarlos en el garaje. Cuando lleguemos al punto de recogida de los Lowriders, puede que Vernon no mate a nadie de que estuvo involucrado en los líos de Lamar; algo sale mal, ya que los Vagos se han enterado de donde estaban guardando los dos Buccaneers, por lo que debemos defender Benny's Original Motor Works de los Vagos. Una vez hecho, Lamar nos dice que su sueño de volverse uno de los gánster más poderosos de South LS salió mal.
Unos días después, una llamada telefónica de Lamar en la que nos da las gracias por haberlo ayudado y que si vuelve a intentar ser el grande en South LS nos llamará de nuevo.

#### Los Golpes
Lester nos contactará al nivel 10 diciéndonos que somos famosos en los archivos de la LSPD, y que debemos tener cuidado. Nos dará trabajo, y que podremos poner recompensas por otras personas, pero, debemos tener cuidado con nuestras acciones porque nos podrían poner una recompensa por nosotros.
Una vez seamos nivel 12 o mayor y tengamos un apartamento de lujo, Lester nos contactará diciéndonos que tiene algo interesante para nosotros y que ha mandado gente para arreglar nuestro apartamento. Cuando lleguemos, veremos que tendremos una nueva sala de planeación en la cual llevaremos a cabo todos los Golpes.

#### El Golpe de Fleeca
Lester nos contacta para asaltar una de las franquicias de Fleeca en Western Ocean Highway. Por lo que necesitamos un Kuruma blindado y tener una planificación de como es el banco. Una vez cumplamos dichas tareas podemos iniciar

#### Las Organizaciones (PS4/XB1/PC)
El jugador puede iniciar una Organización la cual se dedicará exclusivamente a la compra y venta de cargamento ilegal, tomando misiones arriesgadas, etc.

## Modos de juego
- Partida a Muerte: Los jugadores tienen como objetivo principal eliminar a sus contrincantes en un periodo de tiempo o alcanzar cierto dinero por jugador eliminado. En el Creador de Contenido, este modo de juego y el modo Partida a Muerte Por Equipos pueden ser pingo luchador. Incluyen parámetros específicos que permite al jugador modificarlo a su gusto.

- - Partida a Muerte Por Equipos: Al igual que la partida a muerte individual, el objetivo es eliminar a sus contrincantes en un período de tiempo o alcanzar cierto dinero por jugador eliminado, pero esta vez se dividen en grupos. Con el nuevo DLC se podrán personalizar estas partidas, con parámetros como restricción de armas, zona limitada, etc.

- - Partida a Muerte en Vehículos: Similar a Partida a Muerte normal, con la diferencia de que este tipo se limita a un vehículo específico y los jugadores no pueden salir de él.

- Último equipo en pie: Similar a Último hombre en pie. Los contrincantes se encuentran en dos equipos. Cada jugador puede ser asesinado una vez. El equipo cuyo todos sus jugadores sean asesinados es el perdedor de la partida. Desde la actualización Último Equipo en Pie estos pueden ser creados en el Creador de Contenido, permitiendo a los jugadores modificar parámetros de la partida.

- Misiones
  - Misiones de contacto: Son de un estilo similar a la estructura de misiones de Grand Theft Auto V. En las misiones de contacto, un máximo de 4 jugadores pueden cooperar para lograr obtener una suma de dinero y reputación por parte del contacto que haya dado la misión.

- - Misiones Versus: Se trata de competencias entre jugadores que son misiones simples entre equipos. Este modo dejó de ser actualizado para dar como sucesor al Modo Adversario.

- Modo Adversario: Fue introducido con la actualización de Los Golpes de GTA Online, usa el mismo sistema de las Misiones Versus pero son dadas por contactos como Martín Madrazo. Este modo es actualizado constantemente en las versiones de PlayStation 4, Xbox One y PC.

- Carreras estándares: Como su propio nombre indica, el objetivo de esta misión es hacer una carrera y llegar el primero a la meta. El anfitrión de la partida puede elegir el tipo de vehículos con los que pueden hacer la carrera. Se subdivide en Carreras Terrestres, Aéreas y Marítimas. Los jugadores se ven envueltos en una serie de puntos de control que tienen que seguir para llegar a la meta de forma válida. Con una actualización que incluyó el Creador de Contenido estas podrán ser creadas por los jugadores, habilitando la restricción de vehículos, estilo de carrera, entre otros parámetros. Este tipo de modo de juego se subdivide en:

- - Carreras GTA: Las carreras GTA es exactamente lo mismo que una carrera normal, pasando por puntos de control, pero esta vez los jugadores pueden recoger munición, puntos de salud o protección solamente con pasar por encima. Los jugadores pueden disparar al contrincante y salirse del vehículo sin que les descalifiquen. Las armas además, después de 10 segundos de iniciada la carrera las armas se activan, antes de ese cróno no hay contacto alguno.

- - Carreras Sin Contacto: En este tipo de carreras los jugadores son puestos en "un modo fantasma" el cual no permite que estos choquen entre sí. Usan el mismo parámetro de las carreras estándares.

- - Rallys: Son carreras en que los jugadores juegan de manera cooperativa, el co-piloto debe indicar hacia que lugar debe ir el piloto. Su variante, Rally GTA, también está disponible para jugar y se trata del mismo sistema de Rally mezclado con una carrera GTA.

- - Carreras acrobáticas: Carreras estándares en las que los jugadores pueden correr sobre los cielos de San Andreas. Añadido en Curvas Peligrosas.

- -     - Carreras Premium: Carreras acrobáticas en las cuales 8 jugadores máximo compiten por un monto de GTA$100.000. La cuota de entrada a este tipo de carreras son GTA$20.000.

- Modo Captura:  El modo Captura consiste en que dos o varios equipos compitan por un tipo de paquete o vehículo y lo lleven a la base correspondiente, lo que les hace ganar puntos para ganar la partida, los puntos requeridos para ganar son dependientes del creador de la captura. Se pueden usar armas para quitar al equipo enemigo el vehículo durante el traslado hacia su guarida. Este modo fue añadido en una actualización de su mismo nombre.

- Supervivencia: Este es el modo en el que el jugador, junto con 3 otros compañeros, se enfrentan a 10 oleadas contra enemigos, cada oleada más difícil que la anterior. Al completarse esta, todos los participantes reciben 30,000 GTA$ y 3,400 RP. Cuando un jugador es eliminado, reaparecerá al comienzo de la siguiente oleada si sobrevive su equipo, si nadie sobrevive, la supervivencia se toma como fallida. En el Creador de Contenido, este modo de juego puede ser creado, permitiendo a los jugadores modificar parámetros de la partida.

- Paracaidismo: Este modo de juego nos lo introduce el personaje Dom Breasley, ya aparecido en Grand Theft Auto V. El objetivo es acumular puntos pasando por puntos de control. Quien llegue al final con más puntos acumulados gana.

- Golpes: Ha tardado en llegar 17 meses desde el lanzamiento del 1 de octubre de 2013. Fue incluida en la actualización de Los Golpes de Grand Theft Auto Online, estos permiten ordenar atracos o golpes de forma cooperativa con 2 o 4 jugadores (dependiendo del Golpe), estos dan una recompensa de dinero grande. Requiere que estos pongan un dinero de preparación inicial.

## Actualizaciones o descargas de contenido (DLC)
Rockstar actualmente suele sacar nuevo contenido cada 6 meses para que GTA Online siga teniendo una experiencia fresca y que no aburra a los jugadores, añadiendo nuevas misiones, modos Adversario, vehículos, ropa y muchísimo más.
Estos son los bugs arreglados que será añadido el 18 de abril de 2022 a las 12:00 AM, sacadas por Rockstar North:
-Arreglado el bug de cayo perico que hacía que se pudieran repetir las preparatorias una y otra vez, arruinando la experiencia de juego
-Arreglado el bug de compra online con los garajes
-Arreglado el fallo con los golpes del taller del mecánico

## Actualizaciones solo para PlayStation 3 y Xbox 360 (2013-2014)

### Beach Bum Pack
La primera actualización de GTA Online por parte de Rockstar Games fue añadida el día martes 19 de noviembre, la cual era pequeña, pero entusiasmante para el juego en sí y a los jugadores, la temática era sobre la diversión y la cálida vida playera, la que además traía 3 nuevos coches.
La furgoneta familiar Bravado Paradise en sus 4 versiones, el coche playero Canis Kalahari y la camioneta Bravado Rat-Loader por tiempo limitado, trajes de baño, bikinis, shorts, lentes de sol, collares, sandalias, para ambos sexos.

### Creador de Contenido
Rockstar publicó en el Newswire un post en donde anunciaron la inclusión del Creador. Este se descargaria por medio de una actualización liberada el día 10 de diciembre de 2013. Permite a los jugadores crear sus propias actividades personalizadas de distintos modos de juego como lo son Partidas a Muerte, Último Equipo en Pie, Carreras y Captura, alterando parámetros específicos a cada tipo de juego.

### Modo Captura
Captura es un modo de juego agregado el día 17 de diciembre de 2013. El modo Captura consiste en que dos o varios equipos compitan por un tipo de paquete o vehículo y lo lleven a la base correspondiente, lo que les hace ganar puntos para ganar la partida, los puntos requeridos para ganar son dependientes del creador de la captura. Se pueden usar armas para quitar al equipo enemigo el vehículo durante el traslado hacia su guarida. Este modo fue añadido en una actualización de su mismo nombre.

### Regalos de Navidad
El emocionante contenido navideño fue añadido el día martes 24 de diciembre al 5 de enero, ya que era por tiempo limitado, La actualización no traía coches, pero amplias máscaras, chaquetas, botas, trajes, gorras y demás looks de Santa Claus y Elfos, con los que se podía divertirse entre amigos por lo gracioso de los trajes, todo esto fue retirado en el momento en que las Fiestas Navideñas pasaron. Lo más inesperado de la actualización fue que todo el mapa desde las costas de la playa de Vespucci, hasta lo alto del Monte Chilliad, se cubrieran de nieve.

### Especial de La Masacre de San Valentín
La auténtica actualización basada en las clásicas masacres estadounidenses, Lanzada el día martes 11 de febrero, traía consigo un nuevo vehículo, El Albany Roosevelt, nuevos trajes típicos para los hombres, y vestidos largos para las mujeres, máscaras aterradoras, y zapatos elegantes, sombreros, lentes de lujo, Todo esto fue por contenido limitado

### Negocios
El día martes 4 de marzo, Rockstar lanzó una actualización de contenidos en la que se incluían los nuevos vehículos, El Albany Alpha, El Dinka Jester, y el veloz Grotti Turismo R. La rápida avioneta Buckingham Vestra y dos nuevas armas: Carabina Especial y Pistola Pesada, acompañado también de más opciones de personalización física de los caracteres, todo relacionado con los negocios elegantes y exonerados. Nuevos Peinados extravagantes, relojes de oro, zapatos elegantes, aretes y lentes lujosos del ámbito empresarial.

### La Gran Vida
Se lanzó el día martes 13 de mayo, la característica principal de la actualización fue la introducción de un nuevo método para saber como es un jugador, si es un pacífico, o un loco psicópata, y añadió más novedades, entre ellas apartamentos de lujo y multipropiedad, nuevos vehículos, Enus Huntley S, Dewbauchee Massacro, Pegassi Zentorno y la motocicleta Dinka Thrust, y de armas el Rifle Bulliipup. Fue uno de los contenidos más esperados debido a la multipropiedad y el segundo contenido en retrasarse debido a exploits. Originalmente saldría a finales de abril pero salió el 13 de mayo.
Los jugadores ahora pueden tener 2 propiedades, permitiendo un potencial de 20 vehículos y 6 bicicletas.

### No Soy un Hipster
Se Lanzó el día martes 17 de junio, estaba inspirada en los típicos hipsters Norteamericanos. Traía 7 nuevos vehículos, El Declasse Rhapsody, Lampadatti Pigalle, Benefactor Glendale, Benefactor 6x6, Benefactor Panto, Vapid Blade, y el Vulcar Warrener. Daba la oportunidad a los personajes de poder vestirse autenticamente como un Hipster, ya que añadía camisetas, jeans, calzado, collares, relojes, lentes, gorras, dos armas, el Puñal de Caballería y la Pistola Vintage.

### Especial del Día de la Independencia
La temática actualización Patriótica Norteamericana, fue añadida el Día martes 1 de julio, con el que muchos jugadores estadounidenses corrieron a las tiendas para comprar todo el contenido colorido y simbólico de banderas americanas, agregó dos nuevos autos, el Monster Truck, Vapid The Liberator, y la clásica motocicleta Western Sovereign, armas como el enigmático cañón de pirotecnia, el viejo mosquete, y la alarmante apertura del Parque de Atracciones en la Playa de Vespucci. El contenido es por tiempo limitado ya que este solo durará hasta el Día lunes 4 de agosto.

### La Escuela de Vuelo de San Andreas
Lanzada el día 19 de agosto, como celebración por parte de Rockstar Games al Día de la aviación, trajo consigo una de las cosas más esperadas para GTA Online la cual era la escuela de vuelo, donde los jugadores podían aumentar su habilidades de vuelo.
También trajo un helicóptero (Buckingham Switft), dos aviones (Western Company Besra y Buckingham Miljet) y un vehículo terrestre (Invetero Coquette Classic). Ammu-Nation renovó sus existencias en paracaídas para incluir mochilas de distintos colores y banderas de otros países. Además de nuevos estilos para nuestro paracaídas.

### Último Equipo en Pie
Lanzada el 2 de octubre de 2014 como celebración del primer año de GTA Online, trajo consigo nuevos vehículos que son: Furore GT (volviendo de GTA 2), Shitzu Hakouchou (de GTA TBOGT) y LCC Innovation (de GTA TLAD); y la parte más interesante es que se pueden crear gracias al Creador de Contenido partidas de último equipo en pie, también introdujo nuevas prendas que tenían un estilo militar.

## Actualizaciones para todas las plataformas (Con la llegada del juego en PS4, Xbox One y PC) (2014-2015)

### Sorpresa Festiva
El 18 de diciembre Rockstar Games anunció el DLC llamado sorpresa festiva el cual incluía: dos nuevas armas, cuatro coches nuevos, vestimenta al estilo navideño desde trajes de Elfo hasta máscaras de Reno y la mayor novedad es que todo Los Santos se cubren de nieve.
Las nuevas armas son minas de proximidad que cuando el jugador se acerca a la mina, esta explota. El lanza misiles guiado que agrega la posibilidad de perseguir a su objetivo esto resulta muy útil al combatir helicópteros o aviones. Los cuatro nuevos autos son la Slamvan de Bravado & la Rat Truck igualmente manufacturada por Bravado. Igualmente se lanzan unos modelos del Massacro y Jester añadiendo un kit de carrocería de carreras. Un detalle menor es que gracias a esta actualización se pueden comprar hasta tres propiedades.
Los jugadores pueden tener una tercera propiedad, teniendo un potencial de 30 vehículos y 9 bicicletas.

### Golpes deGrand Theft Auto Online
La actualización más grande para el juego, ocupando 1 GB en PlayStation 3 y Xbox 360 y más de 4 GB en PlayStation 4 y Xbox One. Salida el 10 de marzo de 2015, como la primera actualización de 2015. Esta actualización traía los golpes cooperativos, en el que dos o cuatro jugadores pueden realizar una serie de golpes por todo el sur San Andreas.
Los vehículos introducidos fueron el Karin Kuruma (Retornante de GTA 3), Karin Technical (Una Rebel con ametralladora montada), Lampadati Casco, el esperado Mammoth Hydra (Retornante de GTA: San Andreas), HVY Insurgent (incluyendo modelo militar con ametralladora montada), Buckingham Valkyrie, Savage y Príncipe Lectro.
Esta actualización incorporó a un nuevo personaje llamado Agente 14 cuyo verdadero nombre se desconoce y este nos otorga los golpes de Fuga de la Prisión y Laboratorios Humane.
Los golpes que pueden ser preparados son en total 5, que contienen misiones preparativas para completar el golpe:
| Nombre del Golpe                 | Recompensa ($)                                                | Dinero requerido para preparar golpe | Número de misiones preparatorias | Descripción |
| -------------------------------- | ------------------------------------------------------------- | ------------------------------------ | -------------------------------- | --- |
| El Golpe al Fleeca               | $57.500 (fácil) - $115.000 (normal) - $143.750(difícil)       | $11.500 (después de la primera vez)  | 2                                | Prueba lo que vales como miembro del equipo de golpes al asaltar una pequeña franquicia de los bancos de Fleeca en Western Highway. Observalo, obten un vehículo de huida y roba el dinero y escapa. |
| Fuga de Prisión                  | $200.000 (fácil) - $400.000 (normal) - $500.000 (difícil)     | $40.000                              | 4                                | Ayuda a fugar a un encarcelado muy valioso de la Penitenciaria de Bolingbroke. Para sacarlo, necesitaras un bus de prisión y un avión de contrabando. Para hacerle feliz, debes de arreglar algunos problemas que tiene y recuperar su vehículo.                                                                                       |
| Asalto a los Laboratorios Humane | $270.000 (fácil) - $540.000 (normal) - $675.000 (difícil)     | $54.000                              | 5                                | Infiltrate en una instalación secreta del gobierno y roba los datos. Recupera un P.E.M y escondelo en las instalaciones, obten las tarjetas de seguridad del Laboratorio y roba un helicóptero de ataque. Luego la mitad del equipo entra en el laboratorio y la otra mitad se ocupa de la seguridad hasta que el otro equipo termine. |
| Emprendedor - Financiación       | $202.000 (fácil) - $404.000 (normal) - $505.000 (difícil)     | $40.400                              | 5                                | Ayuda a un tráficante de poca monta a obtener lo que necesita para formar su propio negocio de distribución. Asalta a varias de las operaciones narcóticas más grandes del estado, roba sus productos y juntalo todo para vender a lo grande.                                                                                          |
| El Golpe al Pacific Standard     | $500.000 (fácil) - $1.000.000 (normal) - $1.250.000 (difícil) | $100.000                             | 5                                | Asalta la sucursal de uno de los bancos más grandes del país. Encuentra un transpondedor y modifícalo para obtener la señal de los sacos de tinta del Pacific Standard, obten equipamiento hacker, motos de huida y cargas térmicas, y ve a todo saco y roba todo lo que tienen.                                                       |

Esta actualización incluyó además los Modos Adversario, en esta actualización se incluyeron 3 modos nuevos los cuales son Hasta La Vista (también conocido como Sayonara), Mentalidad de Asedio y Ven a Jugar.
Otras pequeñas cosas que incluyó esta actualización fueron los rines cromados, los objetivos diarios (que pueden verse en el Menú Interacción) y algunas tareas del Modo Libre, como lo son:
- Distraer a los polis: Lester te encarga que crees una distracción a la LSPD en una zona específica para que cómplices de este puedan escapar de la zona. Después de 5 minutos Lester te pagará $10.000 que se dividirán entre todos los jugadores que estuvieran en la zona y dejará a los jugadores con 5 estrellas cada uno.
- Vehículo objetivo: Gerald te ha avisa que hay ciertos individuos que amenazan la competencia del mercado de drogas para él y te encarga destruir el vehículo repartidor. El pago por destruirlo son $2.000.
- Destrucción de Aeronave: Trevor te ha advertido que existe una competencia por el control de la venta de armas en Blaine County, por lo que debes de interceptar la aeronave que transporta las armas y destruirlas. El pago incremente por cada avión/helicóptero destruido ($3.000) hasta alcanzar un máximo de $30.000

cabe destacar que estos encargos solo están disponibles para Xbox 360 y PlayStation 3, no lo están para Xbox One, PlayStation 4 ni PC, debido a que fueron reemplazados por los Eventos del Modo Libre.
Esta actualización, sin duda, causó muchos errores de conexión, cientos de bugs, e impidiendo que los jugadores pudieran acceder a los golpes, esto debido a la gran cantidad de jugadores que se conectaron ese día para probar la actualización y causando que los servidores se saturaran, pero sin embargo, los servidores en los que resultaron más afectados fueron en las versiones de PlayStation 3 y Xbox 360.

### Dinero Sucio: Parte 1
Se lanzó esta actualización el 10 de junio de 2015, la actualización incluye nuevos vehículos como el Enus Windsor, Pegassi Orisis y el Albany Virgo, también se añaden más de 200 nuevas vestimentas de ropa y accesorios, nuevos vehículos aéreos como el Buckingham Swift Deluxe y el Buckingham Luxor Deluxe, y nuevas armas como el Arma de Defensa Personal.

### Dinero Sucio: Parte 2
Esta actualización fue lanzada el 8 de julio de 2015, se trata de la secuela de la Actualización Dinero Sucio: Parte 1. Se añaden nuevos vehículos como el Coil Brawler, la lancha Lampadati Toro, el Invetero Coquette BlackFin, el Progen T20, Vapid Chino y la Dinka Vindicator, también se añaden nuevas armas como la pistola de duelista que mata con una sola bala y también puños americanos, además, la emisora de radio "The Lab" que era exclusiva para la versión de PC se añade a las cuatro consolas (PlayStation 4, Xbox One, PlayStation 3 y Xbox 360).

## Actualizaciones solo para PlayStation 4, Xbox One y PC (2015-2021)
En septiembre de 2015, Rockstar confirmó que ya no lanzaría más contenido para las versiones de PlayStation 3 y Xbox 360, debido a limitaciones de hardware.

### Eventos del Modo Libre
Esta actualización fue lanzada a partir del 15 de septiembre de 2015, esta actualización incluye Eventos y Desafíos en los cuales todos los jugadores pueden participar y no requieren de pantallas de carga o Lobbies. "Acorralado" evento en que todos los jugadores deben mantener su vehículo dentro de una cúpula, que se mueve y cada vez se hace más chica. "Daño criminal" evento en que los jugadores tienen que causar el máximo daño en un tiempo limitado (causando estragos en la propiedad con el mejor arsenal) "Lista de Muertes competitiva" evento que los equipos montan helicópteros armados y tienen que abatir oleadas de tropas de la corporación militar Merryweather, también un modo llamado "Caza a la bestia". Además, el Rockstar Editor (característica que solamente estaba disponible para PC) llegó también a estar disponible para PS4 y Xbox One. Esta actualización incluyó los nuevos Modos Adversario llamados Cruzar la Línea y Paquete Explosivo.

### GTA Online: Lowriders
Esta actualización fue lanzada a partir del 20 de octubre de 2015, esta actualización expande las opciones de personalización para los coches, abriendo un nuevo abanico de opciones en el condado de Blaine. Además, se abrirá la tienda Benny's Original Motor Works, un taller en Strawberry en el que se podrá personalizar los coches Lowriders. Los jugadores podrán acceder a la web de Benny mediante un acceso directo en su teléfono móvil (quitado en Ejecutivos y Otros Criminales), esta actualización incluyó 8 nuevas misiones para Lamar Davis que son desbloqueadas en el Nivel 5, una vez completada la primera misión los jugadores podrán modificar sus vehículos en el taller, dando grandes posibilidades de modificación ya que se incluyen tomas de aire, motores personalizados, placas, hidráulicos y mucho más, solo para unos vehículos exclusivos. Las tiendas cuentan con nuevos accesorios, ropas y peinados, y Ammu-Nation recibirá nuevas armas, como una pistola ametralladora y un machete, la posibilidad de aumentar el número de propiedades de los jugadores, incrementando a cuatro gracias a la petición de los usuarios. Los nuevos vehículos fueron el Moombeam y el Faction (además de su edición modificable) y las versiones modificables de vehículos ya añadidos como lo son el Chino, Buccaneer, Voodoo y más. Incluyó además 3 nuevos modos Adversario.
Los jugadores ahora pueden tener 4 propiedades, permitiendo tener hasta 40 vehículos y 12 bicicletas.

### Sorpresa de Halloween
Esta actualización fue lanzada a partir del 29 de octubre de 2015, es una actualización especial que celebra Halloween que duro hasta el 16 de noviembre de 2015. Esta actualización especial trae consigo 2 vehículos especiales para que las calles de Los Santos sean más terroríficas, los vehículos son el Lurcher Hearse y el Franken Stange, además de que se podrá comprar nuevos y espantosos Bobbleheads para personalizar el cofre del vehículo. También hay nuevas vestimentas como los disfraces de Halloween, se agregan más de 30 máscaras y pinturas para que el personaje pueda poseer como un monstruo de la época tan especial del año. Además, también estará disponible un nuevo modo de juego para hasta 8 jugadores, en esta actividad un jugador será el Asesino y tendrá una escopeta de bombeo, con la cual tendrá que eliminara a los otros 7 concursantes, las Víctimas deben de esconderse por 3 minutos hasta que se les da una escopeta de bombeo con la cual cazar al Asesino, todo esto es realizado en la oscuridad ya que la luz se irá y los jugadores quedarán a ciegas, todos llevan una linterna y un machete.
Esta actualización vino incluida en GTA Online: Lowriders.

### Ejecutivos y otros criminales
Esta actualización fue lanzada el día 15 de diciembre de 2015. Se nos da la posibilidad de convertirnos en V.I.P y crear nuestra propia organización criminal, incluyendo para el desarrollo de estas nuevas misiones que brindan la oportunidad de vivir una vida de lujo.
La actualización incluyó nuevos apartamentos personalizables en Eclipse Towers, viviendas en Vinewood Hills y 3 nuevos yates personalizables (El Acuario, Piscis y Orión). Además, introdujo 7 nuevos vehículos con versiones blindadas como lo pueden ser el Benefactor Schafter V12 y las distintas nuevas versiones del Gallivanter Baller.
Si el jugador se vuelve vip tendrá la opción de contratar escoltas y formarán una organización criminal. Los escoltas deberán de proteger a su vip para recibir un salario de $5.000 cada 10 minutos, esta paga se reduce cada vez que el vip sea asesinado. Si dos o varias organizaciones forman parte de los Eventos de Modo Libre, estos se adaptarán automáticamente para enfrentar a estas organizaciones.
Se incluyen nuevos modos Adversario como lo son Extracción y Cada Bala Cuenta.
Los jugadores ahora pueden tener 5 propiedades y un yate. Permitiendo tener hasta 50 vehículos y 15 bicicletas.
Su sucesor espiritual fue Nuevas Aventuras En Finanzas y Crimen, actualización que permitió continuar el desarrollo de las organizaciones.

### La Sorpresa Festiva de 2015
Esta actualización fue lanzada el 20 de diciembre de 2015, vino incluido con Ejecutivos y Otros Criminales. Esta actualización reactivo los contenidos de la Sorpresa Festiva anterior y trajo nuevas existencias a las tiendas de ropa de Los Santos gratuitamente. El 24 de diciembre se incluyó el esperadisimo Declasse Tampa y activo la nieve en todo el Sur de San Andreas hasta en 26 de diciembre. La nieve regresó el 30 de diciembre y duro hasta el 2 de enero de 2016.
Se incluyó el Modo Adversario "Bestia vs Asesino" en el cual dos jugadores disfrazados de las Bestias del evento "Cazar a la Bestia" deben de conseguir todos los puntos de control mientras que dos equipos de Asesinos intentan acabar con las bestias. Las Bestias tienen poderes increíbles como lo son invisibilidad y el super-salto, estos poderes son limitados y cuestan salud. Las Bestias no pueden usar sus poderes si tienen poca salud. El contenido de Sorpresa Festiva de 2014 fue re-añadido en todas las plataformas.

### Actualización de enero de 2016
Esta actualización fue lanzada el 28 de enero de 2016 como la primera actualización de 2016, la actualización incorpora un nuevo modo adversario llamado "Zona de Salto" en el que varios equipos de paracaidistas saltan desde Cargobobs y corren para llegar a tierra y tomar el control de una pequeña zona, mínimo este modo adversario necesita 4 equipos y 16 jugadores, además también se añaden dos nuevos vehículos para modificar en Benny's Original Motor Works. Estos vehículos son versiones supermodificables del «Karin Sultán y el Bravado Banshee. Los vehículos pertenecen a la clase Superdeportiva y pueden competir contra grandes rivales como el Zentorno o el T20. Son el «Karin Sultán» RS (versión rally retornante de GTA IV) y el Bravado Banshee 900R.
El nombre de esta actualización puede ser corroborado en el juego, ya que es referenciado como "mpjanuary2016" en los archivos del juego (versión de PC).

### Mi Media Naranja
Actualización de tiempo limitado lanzado el 10 de febrero de 2016, añade mucha ropa nueva para hombre y mujer en las versiones de PlayStation 4, Xbox One y PC, junto con dos vehículos: El Roosevelt y el Roosevelt Valor (versión mucho más modificable que el Roosevelt original). El arma Gusenberg Sweeper fue re-añadida a Ammu-Nation por tiempo limitado en todas las consolas, junto a los contenidos del Especial de la Masacre de San Valentín de 2014. El contenido de la actualización de Especial Masacre de San Valentín de 2014 fue re-añadido en todas las plataformas.

### Lowriders: Custom Classics
Actualización lanzada a partir del 15 de marzo de 2016, se trata de la segunda parte de la actualización de Lowriders lanzada el pasado 20 de octubre de 2015, la actualización incorpora dos nuevos coches, el Vapid Slamvan y el Dundreary Virgo clásico que se suman a los coches lowrider ya añadidos anteriormente y se podrán modificar en Benny's Original Motor Works. Además, el Willard Faction podrá estrenar un nuevo Donk personalizado. También se incorporan nuevas vestimentas, 16 tatuajes y 3 peinados. También incluye el nuevo Modo Adversario Sumo, en el cual variedad de jugadores por equipos a bordo de diferentes vehículos, para empujar a los rivales de la arena designada antes de que el cronómetro se acabe.

### Nuevas Aventuras en Finanzas y Crimen
Fue lanzada el día 7 de junio de 2016, esta actualización continúa la misión del jugador de convertirse en el cerebro criminal más importante de Los Santos y el condado de Blaine. Es decir, es el sucesor espiritual de Ejecutivos y Otros Criminales.
Esta actualización introdujo 11 nuevos vehículos:
- Pegassi Reaper.
- Vapid FMJ.
- Grotti Bestia GTS.
- Benefactor XLS (con variante blindada)
- Enus Windsor Drop (versión descapotable del Windsor introducido en Dinero Sucio Parte 2)
- Bravado Rumpo Custom
- HVY Brickade (exclusiva para los Jefes)
- Buckingham Nimbus
- Buckingham Volatus
- Cargobob (con variante Jetsam, estuvo disponible al inicio del juego pero ha sido reincluido en esta actualización)
- Grotti X80 Proto.
- Dewbauchee Seven-70.
- Pfister 811.

Además, incluyó un nuevo accesorio para las armas que permite llevar al jugador más de 100 balas en muchos de los rifles de asalto disponibles. Introdujo el nuevo sistema de contrabando, el cual necesita que el jugador posea un almacén y una oficina; y el sistema de jefes, que son un nuevo escalafón en el sistema vip presentado en Ejecutivos y Otros Criminales. Para los vip, introdujo 3 nuevos trabajos vip y dos nuevos desafíos de estos. Por último, incluyó el nuevo modo Adversario "Cámbiame el sitio".

### Curvas Peligrosas
Lanzada el día 12 de julio de 2016, incluyó nuevos vehículos, cientos de objetos para el Creador de Contenido, carreras acrobáticas, ropa, entre otros. Se incluyó el Creador de Carreras Acrobáticas el día 2 de agosto de 2016 en el cual, los jugadores podrán crear sus propias carreras con cientos de objetos dados por Rockstar North.
Otro tipo de carrera añadido son las Carreras Premium, en donde 8 jugadores corren por obtener una cantidad de GTA$100.000 solo para el primer lugar, el que acabe en segundo lugar ganará GTA$30.000, y el tercero GTA$20.000, recuperando así lo perdido. Desde el cuarto al último lugar no tendrán ningún premio. El coste para entrar a este tipo de carrera es GTA$20.000
Los vehículos añadidos fueron:
- Annis RE-7B.
- Emperor ETR1
- Grotti Brioso R/A
- Lampadati Tropos Rallye
- MTL Dune
- Nagasaki BF-400.
- Obey Omnis.
- Ocelot Lynx.
- Vapid Contender
- Progen Tyrus
- Vapid Desert Raid
- Western Cliffhanger
- Western Gargoyle
- Vapid Trophy Truck

De Grand Theft Auto V fueron añadidos los siguientes vehículos:
- Bravado Burger Shot Stallion.
- Bravado Sprunk Buffalo.
- Declasse Redwood Gauntlet.
- Vapid Pißwasser Dominator.

Los 4 vehículos anteriormente mencionados están disponibles de forma gratuita para los jugadores que jugaron cualquiera de las versiones de PlayStation 3 y Xbox 360.

### Moteros
Actualización lanzada a partir del 4 de octubre de 2016. La actualización se dedica al mundo de las motos (como en Grand Theft Auto IV: The Lost and Damned) y también nos ofrece la posibilidad de crear nuestra propia banda de moteros, en el cual 8 jugadores como máximo pueden ser miembros de la banda, además, también hay un montón de juegos competitivos y cooperativos, nuevas motos, nueva ropa, nuevos peinados y nuevas propiedades como tener nuestro propio club de moteros con un taller especial, en donde se llevan a cabo proyectos empresariales.
Los jugadores ahora pueden comprar hasta 6 propiedades, permitiendo poseer un total de 60 vehículos y 18 bicicletas.

### Importaciones/Exportaciones
Actualización lanzada a partir del 13 de diciembre de 2016, la actualización se centra en los robos de coches exóticos de a gran escala, y extiende las posibilidades de negocio de la actualización Nuevas Aventuras de Finanzas y Crimen, esta actualización introduce "Toda una nueva serie de actividades delictivas a medida que los jefes y sus organizaciones mejoran, modifican y revenden los vehículos más buscados de la ciudad para obtener grandes beneficios" afirma Rockstar. "Hará falta talento, coordinación y utilizar de forma estratégica los nuevos vehículos especiales para realizar el trabajo. Todo ello mientras vas un paso por delante de la policía y de la competencia en la ciudad y en el " otro mensaje que deja Rockstar. La actualización añade nuevos almacenes de exportación que albergarán los resultados de nuestras operaciones de importación y exportación, y en los que se puede guardar hasta 60 vehículos. Además de eso, contarán con interiores personalizables y un taller personal propio.

### Sorpresa Festiva de 2016
Actualización de tiempo limitado lanzada el 20 de diciembre de 2016 y terminó el 9 de enero de 2017, la actualización incorpora nuevas máscaras, trajes de Papá Noel y demás prendas navideñas, también se añade el vehículo Truffade Nero que puede ser personalizable en Benny's Original Motor Works. En PS3 y Xbox 360 también se volvió a añadir contenido navideño pero solamente el contenido de Navidad de 2013 y 2014, mientras tanto, en PS4, Xbox One y PC se volvió a añadir el contenido de Navidad de 2013, 2014 y 2015. La nieve ha sido activada el 22 de diciembre de 2016 y fue retirada el 9 de enero de 2017.

### Actualización de San Valentín
Actualización lanzada a partir del 14 de febrero de 2017, esta actualización no trajo nuevo contenido, solamente se activaron los contenidos de 2014 y 2016.

### Carreras acrobáticas con coches especiales
Actualización lanzada a partir del 14 de marzo de 2017, esta actualización añade 20 nuevas carreras acrobáticas exclusivamente para los vehículos Rocket Voltic, Ruiner 2000 y el Blazer Aqua (vehículos que fueron añadidos en la actualización Importaciones/Exportaciones). Más tarde, se añadieron nuevos modos adversario que vienen siendo: "Resurección" un juego de balón prisionero y también "Carreritas" modo adversario que hizo homenaje a los GTA clásicos de vista aérea.

### Tráfico de armas
Actualización lanzada a partir del 13 de junio de 2017, la actualización nos brinda la posibilidad de obtener un búnker a través de la página web de Maze Bank Floreclosure, nos hará útil como sedes subterráneas, que podemos abastecer con los nuevos vehículos de grado militar y equipo de fabricación de armas capaz de desarrollar cotizadas tecnologías defensivas y ofensivas. El personaje Agente 14 quien hizo su primera aparición en la actualización de los Golpes, regresa en esta actualización.

### Contrabando
Actualización lanzada a partir del 29 de agosto de 2017, la actualización nos brinda la posibilidad de obtener un hangar y poder personalizarlo, además, en el se podrán almacenar aviones que sean adquiridos en Elitas Travel, además, el personaje Ron El Nervioso (quien apareció en el modo campaña, como jefe de misiones de contacto y en la actualización Golpes) regresa en esta actualización para ayudarnos en el negocio de contrabando de mercancías a través de rutas aéreas por todo Los Santos y Blaine County.

### El golpe del juicio final
Actualización lanzada a partir del 12 de diciembre de 2017, la actualización nos brinda la posibilidad de comprar unas instalaciones por medio de distintos puntos de Blaine County en la página de Maze Bank Floreclosure para llevar a término los nuevos atracos, anterior a eso, regresa el personaje de Lester Crest (a quien vimos por última vez en la actualización Golpes) nos llama para decirnos que habrá nuevas oportunidades de atracos y que para eso se necesita comprar una instalación para dar con los golpes. Además de eso se añaden nuevos vehículos y vehículos aéreos y un nuevo vehículo similar al Jetpack de Grand Theft Auto: San Andreas: el Thruster.
También se añaden nuevas mejoras para ciertas armas, además de nueva vestimenta. También se añade una nueva estación de radio llamada blonded fm 97.8 que en ella se pueden escuchar ciertas canciones de artistas famosos como Jay Z, Frank Ocean, Future, el grupo musical SWV etc.

### Súper Serie del Sur de San Andreas
Actualización lanzada a partir del 20 de marzo de 2018, la actualización una temporada llena de nuevas actualizaciones de carreras, ahora está disponible junto con 5 autos nuevos.

### After Hours
Actualización lanzada a partir del 24 de julio de 2018, la actualización trae consigo nuevas oportunidades de negocio, en esta ocasión, el jugador tiene la posibilidad de comprar y administrar su propio club nocturno, con la ayuda de Tony Prince (personaje de GTA: The Ballad of Gay Tony) además, el jugador también tiene la posibilidad de adquirir un centro de operaciones en el club para guardar mercancías y suministros de negocios de anteriores actualizaciónes. En la actualización contamos con cuatro DJs para el club, estos son: Solomun, Tale of Us, Dixon y The Black Madonna, también se incluyen nuevos vehículos, nueva vestimenta y nuevas pinturas de diseño de vehículos, además, el minijuego de bailar regresa en esta actualización (minijuego que ya se encontraba en GTA: San Andreas y GTA: The Ballad of Gay Tony). Esta actualización también incluye una nueva emisora de radio llamada Los Santos Underground Radio (siendo esta la tercera nueva emisora de radio, además de The Lab y blonded Los Santos 97.8 FM, también cabe destacar que es la primera radio exclusiva para el modo Online, por lo que esta radio no se encuentra en el modo Historia), y trayendo consigo uno de los vehículos más locos del juego, la Opressor MK2, moto voladora con misiles teledirigidos que es muy usado por los Griefers, Tryahrds y algunos jugadores de GTA Online.

### Arena War
Actualización lanzada a partir del 12 de diciembre de 2018, está actualización trae consigo la posibilidad de comprar un taller en el Maze Bank Arena para ser parte de eventos en vivo y competir en partidas a muerte muy alocadas. Se agregaron numerosos nuevos vehículos y motocicletas, además de nueva vestimenta, máscaras y gorras. La estación de radio Los Santos Underground Radio (LS-UR) fue añadida al modo Historia.

### The Diamond Casino & Resort
Disponible desde el 23 de julio de 2019, está actualización nos muestra la inauguración del Casino The Diamond, consigo mismo un penthouse que puede ser adquirido desde 1.500.000 GTA$, al comprarlo serás parte de la familia del casino, por lo que la gerenta Baker necesitara de tu ayuda para destrozar a la familia Duggan, que quieren quedarse con el casino a toda costa. Al completar dichas misiones recibirás un vehículo especial.
Lo destacable de está actualización es que el contenido disponible del casino tanto como el coche ganable en la ruleta de la suerte como la tienda del casino cambiarán cada semana.
Existe una nueva moneda del juego que son fichas, cuales puedes intercambiar por objetos en la tienda del casino o apostarlas en los juegos.
Además en está actualización se incluyeron 6 vehículos:
- Truffade Thrax
- Enus Paragon R
- Annis S80RR
- Obey 8F Drafter
- Weeny Issi Sport
- Vapid Caracara 4x4

El 1 de agosto se actualizó la tienda del casino y ahora el Vysser Neo está disponible en Legendary Motorsport
El 8 de agosto se actualizó la tienda del casino y ahora el Bravado Gauntlet Clásico está disponible en Southern San Andreas Super Autos

### El Golpe al The Diamond Casino
Disponible desde el 12 de diciembre de 2019, la actualización trae consigo la posibilidad de asaltar el único casino de Los Santos, para eso el jugador tendrá que comprar un negocio de máquinas arcade para llevar a cabo el golpe con la ayuda de Lester (quien nos ayudo anteriormente en la actualización Golpes y El Golpe del Juicio Final). Tras ser completado el requisito de comprar el negocio Arcade, el jugador tendrá que realizar misiones preliminares para poder realizar el golpe, esto dependiendo en que forma el jugador realizara el golpe. La actualización también añade una nueva emisora de radio llamada iFruit Radio, siendo esta la cuarta actualización en el cual se añade una nueva emisora de radio.

### Los Santos Summer Special
Actualización lanzada a partir del 11 de agosto de 2020, la actualización incluye misiones cooperativas, 15 vehículos y carreras de competición.
Los jugadores ahora pueden comprar hasta 8 propiedades, permitiendo poseer un total de 80 vehículos y 24 bicicletas.
Los nuevos vehiculos en esta actualizacion son el Invetero Coquette D10 (Chevrolet Corvette C8), BF Club (Volkswagen Golf I), Bravado Gauntlet Clasico Personalizado (Dodge Charger Daytona y Plymouth superbird), Maibatsu Penumbra FF (Mitsubishi Eclipse)

### Golpe a Cayo Perico
Esta actualización fue lanzada el 15 de diciembre de 2020, trae una nueva isla. Que pertenece a un narcotraficante, Juan Strickler (El Rubio), La isla está ubicada en Colombia.
El jugador tendrá que comprar un submarino que servirá como base de operaciones y que usara para infiltrarse en la isla de Cayo Perico y robarle al Rubio unos documentos que comprometen a la familia Madrazo para entregárselos a Miguel Madrazo, hijo de Martín Madrazo. Después de cumplir con esta misión, el jugador podrá regresar a la isla para explorar el complejo hackeando cámaras de seguridad y robar nuevamente al Rubio.
Unos pocos minutos después de terminar el golpe, el jugador recibirá un mensaje de Pavel, el capitán del submarino, avisando que ya puede iniciar el golpe nuevamente. El jugador tendra un dia en el juego (48 minutos reales) para iniciar el golpe en modo dificil, lo que otorga un 10% extra sobre el pago de cada objetivo principal.
Esta isla y en general se basa en el narcotraficante Pablo Escobar.
Aparte de traer una nueva isla añadiendo extensión del mapa. Esta actualización trae nueva música para la radio, con un total de 3 nuevas radios. En el casino aparece un nuevo local, el cual es una discoteca llamada 'The Music Locker' en la que tocan DJs como Moodymann, Keinemusik y Palms Trax.
Como en toda actualizacion de GTA Online trae muchos vehiculos nuevos entre los cuales esta el BF Weevil (Volkswagen Beetle), Grotti Itali RSX (Ferrari SF90 Stradale), Pegassi Toreador (Lamborghini Marzal) ademas de otros vehiculos como el avión RO-86 Alkonost (inspirado del Túpolev Tu-160 y el Rockwell B-1 Lancer) y el submarino RUNE Kosatka (Parte de el esta inspirado de los submarinos clase Delta rusos y los submarinos clase 094 Chinos)

### Los Santos Tuners
En esta actualización lanzada el 20 de julio de 2021, la actualización incluye nuevos 17 vehículos, Carreras callejeras, persecuciones policiales, y encuentros de coches.
También donde el jugador puede sacarle el máximo potencial a su coche, modificarlo como nunca antes y hacer dinero fácil haciendo carreras, apuestas y retos.
Ademas trayendo variedad de autos legendarios del tuning como el Aniis ZR-350 (Mazda RX7 FD), Karin Futo GTX (Toyota AE86 Sprinter Trueno), Dinka Jester RR (Toyota Supra MK5), Vapid Dominator ASP (Ford Mustang SVT Cobra) y entre muchos otros.
Tambien incluye una tienda de reparaciones de autos la cual el jugador podra comprar para ahi desde arreglar vehiculos de clientes y entregarselos o hasta planificar pequeños golpes, ademas de que tiene capacidad para 10 vehiculos del jugador.

### The Contract
Esta actualización fue lanzada el día 15 de diciembre, donde el jugador, se enfrentará a los nuevos problemas que surgen en la alta clase de Los Santos con la ayuda de Franklin Clinton, que ahora tras unos años de los acontecimientos del Gran golpe, soluciona los problemas de los ricos de Vinewood. No solo está él presente, sino que tenemos a viejos conocidos como Chop y Lamar para hacer unas misiones.
El jugador deberá solucionar los problemas de la agencia, que debe gestionar desde la oficina, en el ordenador.
En el transcurso de la historia, el jugador tendrá que aceptar el trabajo de Dr. Dre que consiste en encontrar su móvil, que perdió en un viaje a Cayo Perico. El móvil contiene canciones que no han sido lanzadas, por ende el personaje deberá recuperarlo.
Con esta nueva actualización, llega Motomami Los Santos, una nueva emisora de radio que tiene como presentadora a Rosalía. También, se han añadido nuevas canciones a diferentes emisoras.
También, se añadieron nuevos vehiculos como el Enus Jubilee (Rolls-Royce Cullinan), Pfister Comet S2 Cabrio (Porsche 911 (992)), Dewbauchee Champion (Aston Martin Victor), Bravado Buffalo STX (Dodge Charger 2022) entre muchos mas y armas como la Pistola Eléctrica, el Lanzador de PEM compacto (Un lanzagranadas que inhabilita vehículos por unos cuantos segundos) y un Fusil Pesado.

## Actualizaciones para todas las plataformas (PS4, PS5, Xbox One, Xbox Series, PC) (2022-presente)

### The Criminal Enterprises[7][8]
Esta actualización lanzada el 26 de julio de 2022 trae mejoras de jugabilidad a Grand Theft Auto Online, así como nuevo contenido temático, misiones, vehículos, coleccionables y más.
La temática gira alrededor de los principales negocios del juego: Ejecutivo, Motero, Club nocturno y Tráfico de Armas, incluidos en actualizaciones anteriores. En San Andreas, el calor y los altos precios de los carburantes han provocado oportunidades nuevas para los personajes online, añadiéndose nuevas misiones y bonificaciones para ellos.
La actualización incluye la oportunidad de realizar venta de cargamento en sesiones privadas, así como un incremento en el dinero ganado al realizar actividades. Además, se han incluido nuevas misiones de contacto respectivas a una nueva trama en la que el/la jugador deberá trabajar como agente de la IAA. Por otra parte, se ha reducido la eficacia de las armas montadas de la moto Oppresor Mk II y se ha añadido una sencilla forma de acceder a los aperitivos y al blindaje a través de la rueda de armas.
Otras mejoras incluyen la oportunidad de regresar a las agencias mediante helicóptero si se está en una misión, correr en ubicaciones como el casino o los clubes nocturnos, colgar las llamadas de algunos personajes en el modo libre, mejoras en el creador de carreras y en Cayo Perico, así como cambios en la personalización de vehículos, en el contacto del mecánico, diseños de la web del juego y en el número de propiedades, entre otras.
Esta actualización ahora también le permite a los jugadores poseer hasta 10 propiedades, pudiendo almacenar un total de 100 vehículos y 30 bicicletas.

## Paquete de estímulo
El 11 de octubre de 2013, Rockstar Games emitió un comunicado en el que informaba que a aquellos jugadores de Grand Theft Auto Online que ingresen al juego durante el mes de octubre, recibirían en las cuentas bancarias de sus personajes una suma monetaria de medio millón de GTA$, que se entregarían con el propósito de compensar a los jugadores por los fallos técnicos que sufrió el juego durante los primeros días de lanzamiento; entre ellos, la expulsión inminente a mitad de una partida y la desaparición del personaje principal.
El dinero iba a ser entregado a través de dos bonos, cada uno de GTA$250.000; al final, se entregó todo completo en la actualización 1.06, ya que Rockstar Games quería disculparse por todos los fallos técnicos de Grand Theft Auto Online.

## Recepción
Grand Theft Auto Online recibió críticas positivas mezcladas con negativas. El juego tuvo últimamente consideración de 77 puntos de 100 en Metacritic, basado en siete reseñas del juego, y 76-78 puntos de 100 en Game Rankings basados también en cuatro reseñas. Muchas otras críticas han elogiado al juego por su potencial, pero fueron criticados por sus problemas técnicos y contenido limitado precoz.
GRYonline.pl condecoró a GTA Online con un puntaje positivo de 7.5 de 10 declarando que "La diversión fue tremenda", pero aclarando que el potencial del videojuego "No está del todo realizado".
Carolyn Petit, de GameSpot dio un puntaje de 7 de 10, alabando la libertad de jugabilidad, pero criticando los problemas técnicos del juego, concluyendo que "El elemento humano y lo impredecible son ambos una propiedad y una responsabilidad, y los problemas técnicos que lo han infestado están lejos de lo significante para ser ignorado, pero cuando se cliquea, como frecuentemente pasa, no hay nada completamente genial como GTA Online"
Chris Carter, de Destructoid también dio al juego el puntaje de 7 de 10, llamándolo "Uno de los más divertidos juegos Online [que él mismo jugó] más jugado", mientras criticaba el descuidado lanzamiento del juego y sus glitches. Carter concluyó que "Un día en GTA Online alcanzaría su verdadero potencial con una herramienta de mapa masiva y con más contenido jugable que mucho género exteriorizado de MMOs -- de esto el cual [él] no tiene duda, dado cuán profundos son los cofres de Rockstar. Pero, por ahora es mejor pisar suavemente hasta que todos los problemas estén trabajados"